# Wilgenhoutvlinder
De wilgenhoutrups (Cossus cossus), ook bekend onder de oud-Nederlandse naam wilgenhoutvlinder, is een vlinder uit de familie Cossidae (houtboorders). 

## Verspreiding en leefgebied
De vlinder komt voor in noordelijk Afrika, Azië en Europa, ze is algemeen in Nederland en wat minder in België. Het dier geeft de voorkeur aan een vochtige omgeving met oude loofbomen en wordt vaak in polders gezien. De vliegtijd is van april tot en met augustus.

## Ontwikkeling
De nachtactieve nachtvlinder is 6-10 centimeter groot met een vleugelspanwijdte van 7-10 cm. Het dier heeft geen roltong en kan zich daardoor niet voeden. De mannelijke en vrouwelijke exemplaren hebben derhalve slechts enkele dagen om te paren en eitjes te leggen, voordat ze sterven. De vlinder zet haar eitjes af in zachte delen van aangetaste bomen.
De rupsen die uit de eitjes komen voeden zich met het hout, waarbij een gang ontstaat die tientallen centimeters lang kan worden, met een doorsnede van 2 centimeter. De rupsgaten bevinden zich onderaan een stam, op ongeveer 1 tot 1,5 centimeter van de bodem. De rupsen zien eruit als rode 'worstjes' van zeker 9 centimeter lang en zijn nauwelijks behaard. Ze kunnen twee tot viermaal overwinteren in boomschors of spinthout voordat ze zich verpoppen. Waardplanten voor de rupsen zijn de meeste loofbomen, met een voorkeur voor wilg, eik en populier.  

## Eerste beschrijving
Nog voor Linnaeus de wilgenhoutvlinder in 1758 zijn wetenschappelijke naam gaf, publiceerde de Nederlandse bioloog Pieter Lyonet in 1750 een gedetailleerde beschrijving van de rups in zijn boek Traité anatomique de la chenille qui ronge le bois de saule (Anatomische verhandeling over de rups die aan wilgenhout knaagt).

## Afbeeldingen

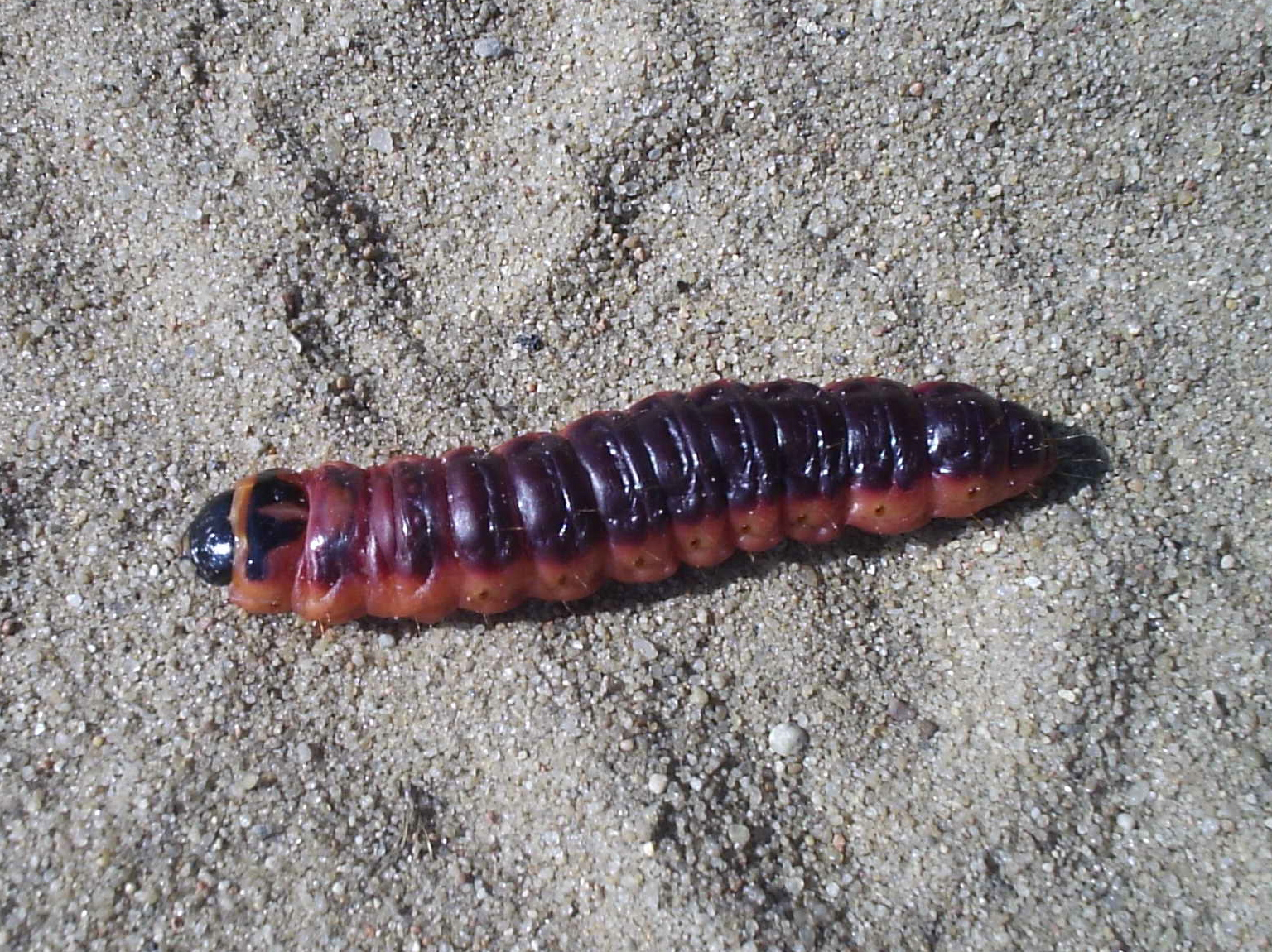
Rups
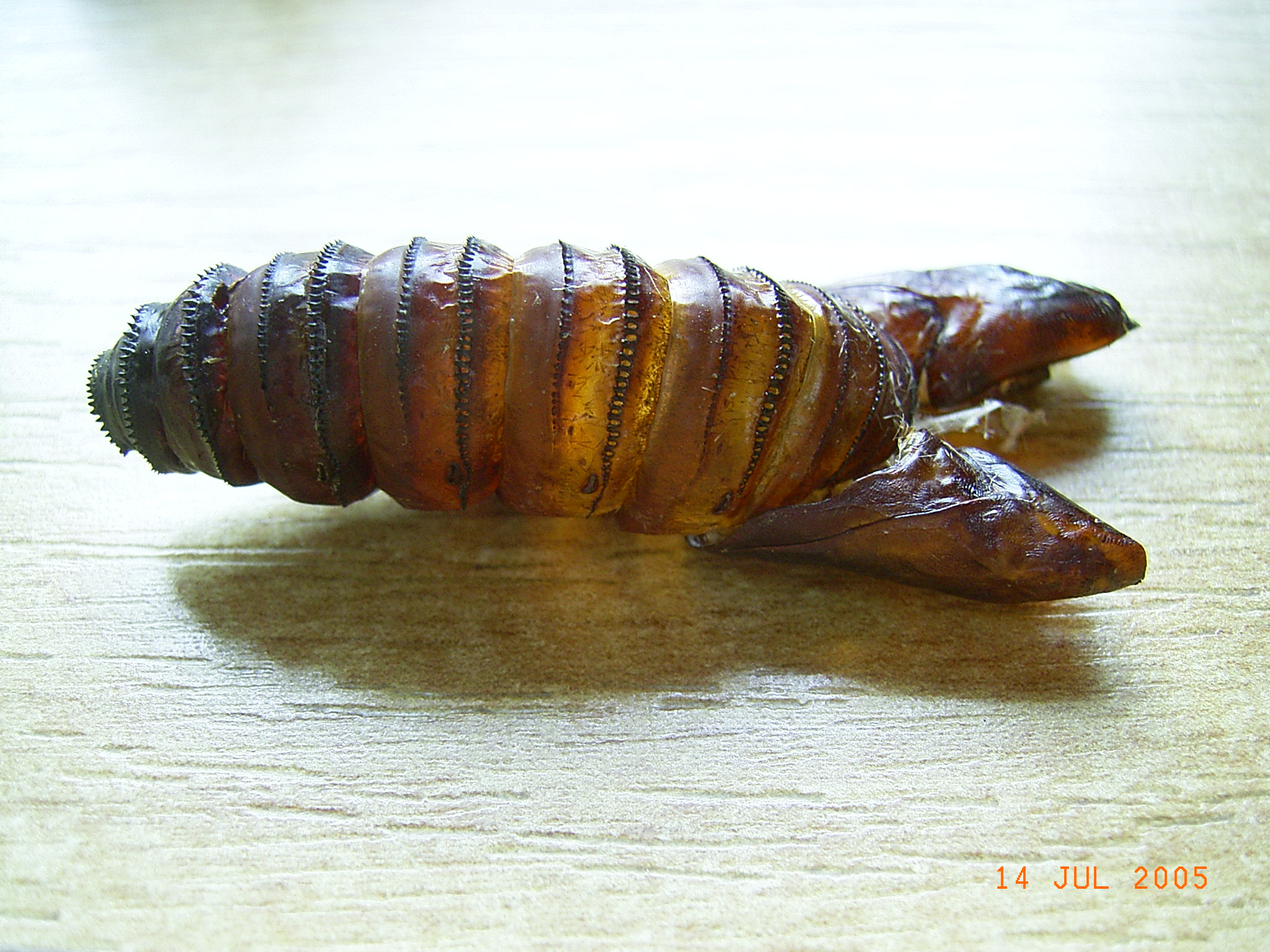
Pop
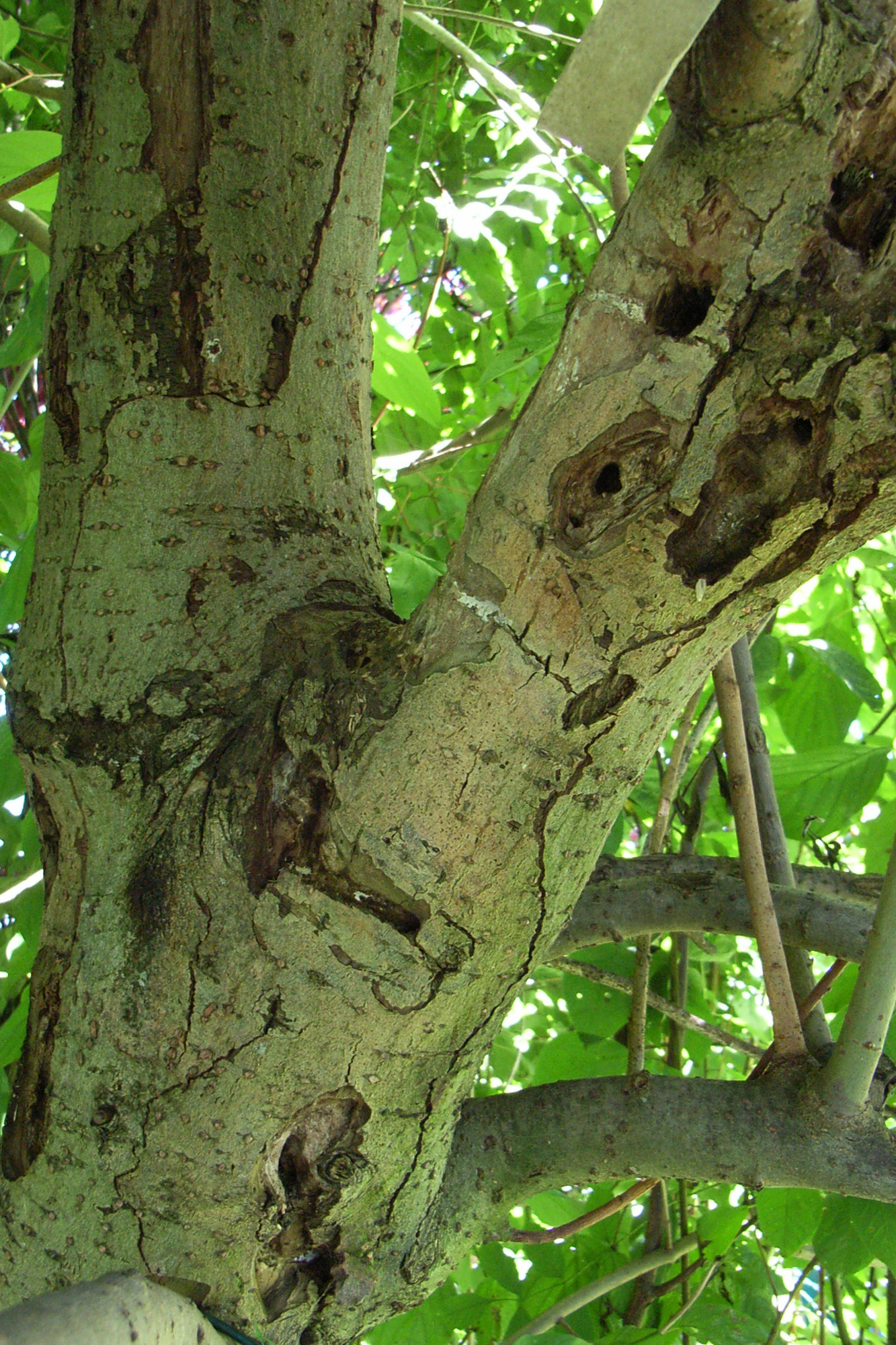
Wilg met rupsen
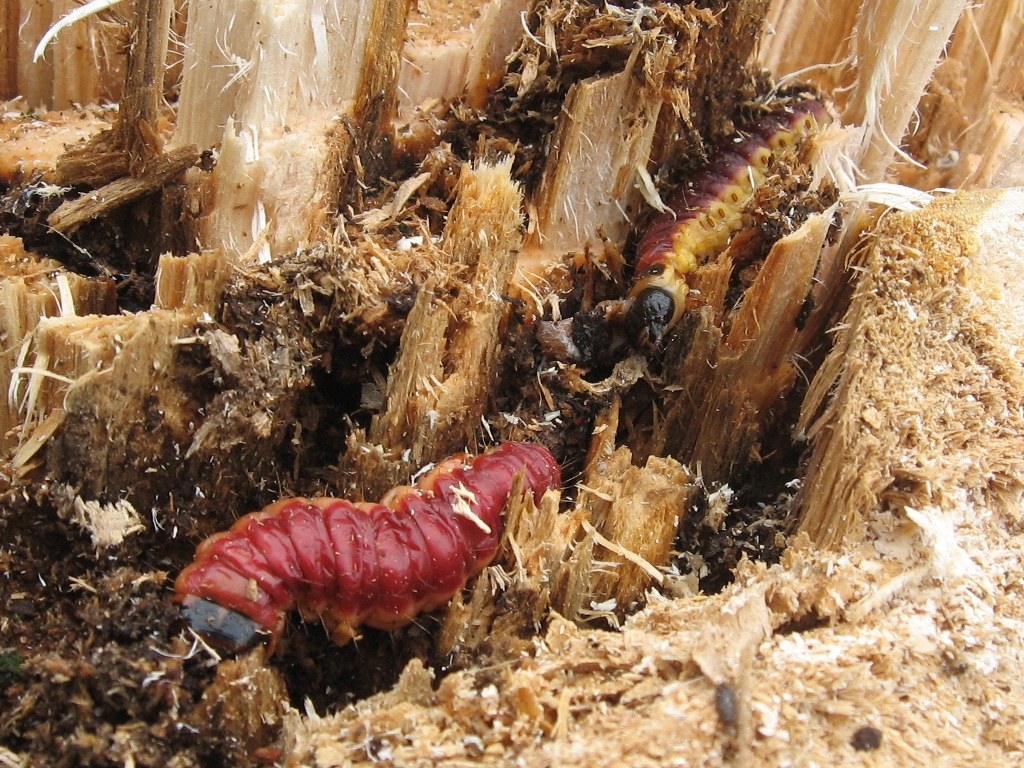
Rupsen